# مطموط هيلومان
مطموط هيلومان (الاسم العلمي: Hylomanes) هو جنس من الطيور يتبع الفصيلة المطموطية من رتبة الشقراقيات.

## أنواع
يضم هذا الجنس من الطيور نوعاً وحيداً هو:
- مطموط تودي (الاسم العلمي:Hylomanes momotula)